# Van Doorn (film)
Van Doorn (VD) is een Nederlandse film uit 1972 van Wim Verstappen. De film is gebaseerd op een scenario van Charles Gromley en Wim Verstappen.

## Verhaal
Cornelis van Doorn is de baas van het familiebedrijf VD, een fabriek voor vlees en voorbehoedsmiddelen. Cornelis is ook de peetvader van het vreemde gezelschap van de familie Van Doorn: machtsmisbruik, buitenechtelijke kinderen, semi-incest, doodslag, abortus, promiscuïteit, onethische commercie en alle andere vormen van degeneratie en decadentie. Wanneer de oude heer een burn-out heeft, neemt de nieuwe generatie de fakkel over op basis van de bewezen VD-code.

## Rolverdeling
| Acteur                | Personage           |
| --------------------- | ------------------- |
| Kees Brusse           | Cornelis van Doorn  |
| Andrea Domburg        | Anneke van Doorn    |
| Guus Oster            | Broer               |
| Ank van der Moer      | Elisabeth van Doorn |
| Rudolf Lucieer        | Rien                |
| Hugo Metsers          | Huub                |
| Sonja Barend          | Tania               |
| Helmert Woudenberg    | Jan                 |
| Marja Kok             | Tineke              |
| Maartje Bijl          | Els                 |
| Kitty Courbois        | Rooie Mien          |
| Piet Römer            | Secretaris          |
| Allard van der Scheer | Accountant          |
| Dick Scheffer         | Chemicus            |
| Marijke Boonstra      | Marijke             |
| Yoka Berretty         | Tineke's moeder     |
| Siem Vroom            | Rechercheur         |
| Cor van Rijn          | Priester            |
| Otto Sterman          | Advocaat 1          |
| Guus Hoes             | Advocaat 2          |
| Paul Brandenburg      | Machinist           |
| Nico Baanen           | Autodief            |
| Arie Kleywegt         | tv-man              |
| Annemarie Brink       |                     |
| Simon van Collem      |                     |
| Joanita Giessen       |                     |
| Peter Gijswijt        |                     |
| Barbara Huf           |                     |
| Leo Jacobs            |                     |
| Philip Mechanicus     |                     |
| Dewi Moerman          |                     |
| Janto Moerman         |                     |
| Hymie Orlin           |                     |
| Harry Rieder          |                     |
| Rody Schmull          |                     |
| Hoppel van Nifterick  |                     |
| Paul van Stapelen     |                     |
| A. Bos                |                     |